# Grammy Awards 1992
Die Grammy Awards 1992 wurden am 26. Februar 1992 verliehen.
Bei der 34. Ausgabe dieser Veranstaltung wurden 78 Kategorien in 27 Feldern mit dem wichtigsten US-amerikanischen Musikpreis, dem Grammy, bedacht. Vier weitere Künstler wurden mit einem zusätzlichen Preis für ihr Lebenswerk geehrt.
Eine Besonderheit war die Single des Jahres: Eine alte Aufnahme des Songs Unforgettable des verstorbenen Nat King Cole wurde mit einer Neuaufnahme von seiner Tochter Natalie Cole zu einem neuen Lied zusammengemischt. Neben der Single selbst wurden auch der Songautor, der Arrangeur und die Techniker mit Grammys ausgezeichnet.

## Hauptkategorien
Single des Jahres (Record of the Year):
- "Unforgettable" von Natalie Cole mit Nat King Cole

Album des Jahres (Album of the Year):
- Unforgettable von Natalie Cole

Song des Jahres (Song of the Year):
- "Unforgettable" von Natalie Cole mit Nat King Cole (Autor: Irving Gordon)

Bester neuer Künstler (Best New Artist):
- Marc Cohn

## Pop
Beste weibliche Gesangsdarbietung – Pop (Best Pop Vocal Performance, Female):
- "Something To Talk About" von Bonnie Raitt

Beste männliche Gesangsdarbietung – Pop (Best Pop Vocal Performance, Male):
- "When A Man Loves A Woman" von Michael Bolton

Beste Darbietung eines Duos oder einer Gruppe mit Gesang – Pop (Best Pop Performance By A Duo Or Group With Vocals):
- "Losing My Religion" von R.E.M.

Beste Instrumentaldarbietung – Pop (Best Pop Instrumental Performance):
- Robin Hood: Prince Of Thieves von Michael Kamen

## Traditioneller Pop
Bestes Gesangsalbum – Traditioneller Pop (Best Traditional Pop Vocal Album):
- Unforgettable von Natalie Cole

## Rock
Beste Solo-Gesangsdarbietung – Rock (Best Rock Vocal Performance, Solo):
- Luck Of The Draw von Bonnie Raitt

Beste Darbietung eines Duos oder einer Gruppe mit Gesang – Rock (Best Rock Performance By A Duo Or Group With Vocals):
- "Good Man, Good Woman" von Bonnie Raitt & Delbert McClinton

Beste Hard-Rock-Darbietung (Best Hard Rock Performance):
- For Unlawful Carnal Knowledge von Van Halen

Beste Metal-Darbietung (Best Metal Performance):
- Metallica von Metallica

Beste Darbietung eines Rockinstrumentals (Best Rock Instrumental Performance):
- Cliffs Of Dover von Eric Johnson

Bester Rocksong (Best Rock Song):
- Soul Cages von Sting (Autor: Gordon Sumner)

## Alternative
Bestes Alternative-Album (Best Alternative Music Album):
- Out of Time von R.E.M.

## Rhythm & Blues
Beste weibliche Gesangsdarbietung – R&B (Best R&B Vocal Performance, Female):
- "How Can I Ease The Pain" von Lisa Fischer und
- Burnin'  von Patti LaBelle

Beste männliche Gesangsdarbietung – R&B (Best R&B Vocal Performance, Male):
- Power Of Love von Luther Vandross

Beste Darbietung eines Duos oder einer Gruppe mit Gesang – Pop (Best R&B Performance By A Duo Or Group With Vocals):
- Cooleyhighharmony von Boyz II Men

Bester R&B-Song (Best R&B Song):
- Power Of Love/Love Power von Luther Vandross (Autoren: Marcus Miller, Luther Vandross, Teddy Vann)

## Rap
Beste Solodarbietung – Rap (Best Rap Solo Performance):
- "Mama Said Knock You Out" von LL Cool J

Beste Darbietung eines Duos oder einer Gruppe – Rap (Best Rap Performance By A Duo Or Group):
- "Summertime" von DJ Jazzy Jeff & the Fresh Prince (Jeff Townes und Will Smith)

## Country
Beste weibliche Gesangsdarbietung – Country (Best Country Vocal Performance, Female):
- Down At The Twist And Shout von Mary Chapin Carpenter

Beste männliche Gesangsdarbietung – Country (Best Country Vocal Performance, Male):
- Ropin' The Wind von Garth Brooks

Beste Countrydarbietung eines Duos oder einer Gruppe (Best Country Performance By A Duo Or Group With Vocal):
- Love Can Build A Bridge von den Judds

Beste Zusammenarbeit mit Gesang – Country (Best Country Vocal Collaboration):
- Restless von Mark O’Connor, Vince Gill, Ricky Skaggs & Steve Wariner

Bestes Darbietung eines Countryinstrumentals (Best Country Instrumental Performance):
- The New Nashville Cats von Mark O’Connor

Bester Countrysong (Best Country Song):
- Love Can Build A Bridge von den Judds (Autoren: John Jarvis, Naomi Judd, Paul Overstreet)

Bestes Bluegrass-Album (Best Bluegrass Album):
- Spring Training von Carl Jackson & John Starling

## New Age
Bestes New-Age-Album (Best New Age Album):
- Fresh Aire 7 von Chip Davis

## Jazz
Beste zeitgenössisches Jazzdarbietung (Best Contemporary Jazz Performance):
- "Sassy" von Manhattan Transfer

Beste Jazz-Gesangsdarbietung (Best Jazz Vocal Performance):
- He Is Christmas von Take 6

Bestes Jazz-Instrumentalsolo (Best Jazz Instrumental Solo):
- "I Remember You" von Stan Getz

Beste Jazz-Instrumentaldarbietung, Gruppe (Best Jazz Instrumental Performance, Group):
- Saturday Night At The Blue Note vom Oscar Peterson Trio

Beste Darbietung eines Jazz-Großensembles (Best Large Jazz Ensemble Performance):
- Live at the Royal Festival Hall von Dizzy Gillespie

## Gospel
Bestes Pop-Gospelalbum (Best Pop Gospel Album):
- For The Sake Of The Call von Steven Curtis Chapman

Bestes zeitgenössisches / Rock-Gospelalbum (Best Rock / Contemporary Gospel Album):
- Under Their Influence von Russ Taff

Bestes traditionelles Soul-Gospelalbum (Best Traditional Soul Gospel Album):
- Pray For Me von den Mighty Clouds Of Joy

Bestes zeitgenössisches Soul-Gospelalbum (Best Contemporary Soul Gospel Album):
- Different Lifestyles von BeBeWinans & CeCe Winans

Bestes Southern-Gospelalbum (Best Southern Gospel Album):
- Homecoming von der Gaither Vocal Band

Bestes Gospelchor-Album (Best Gospel Album By A Choir Or Chorus):
- The Evolution Of Gospel von den Sounds Of Blackness unter Leitung von Gary Hines

## Latin
Bestes Latin-Pop-Album (Best Latin Pop Album):
- Cosas del amor von Vikki Carr

Bestes Tropical-Latin-Album (Best Tropical Latin Album):
- Bachata Rosa von Los 4:40

Bestes Mexican-American-Album (Best Mexican-American Album)
- 16 de Septiembre von Little Joe

## Blues
Bestes traditionelles Blues-Album (Best Traditional Blues Album):
- Live At The Apollo von B. B. King

Bestes zeitgenössisches Blues-Album (Best Contemporary Blues Album):
- Damn Right, I've Got The Blues von Buddy Guy

## Folk
Bestes traditionelles Folkalbum (Best Traditional Folk Album):
- The Civil War – Original Soundtrack von verschiedenen Interpreten (Produzenten: Ken Burns, John Colby)

Bestes zeitgenössisches Folkalbum (Best Contemporary Folk Album):
- The Missing Years von John Prine

## Reggae
Bestes Reggae-Album (Best Reggae Album):
- As Raw As Ever von Shabba Ranks

## Weltmusik
Bestes Weltmusikalbum (Best World Music Album):
- Planet Drum von Mickey Hart

## Polka
Bestes Polkaalbum (Best Polka Album):
- Live At Gilley's! von Jimmy Sturr

## Für Kinder
Bestes Album für Kinder (Best Album For Children):
- A Cappella Kids von den Maranatha! Kids (Produzent: Clifford „Barny“ Robertson)

## Sprache
Bestes gesprochenes oder Nicht-Musik-Album (Best Spoken Word Or Non-musical Album):
- The Civil War von Ken Burns

## Comedy
Bestes Comedyalbum (Best Comedy Album):
- P. D.Q. Bach: WTWP Classical Talkity-Talk Radio von Peter Schickele

## Musical Show
Bestes Musical-Show-Album (Best Musical Show Album):
- The Will Rogers Follies von den original Broadway-Darstellern (Produzenten: Cy Coleman, Mike Berniker)

## Komposition / Arrangement
Beste Instrumentalkomposition (Best Instrumental Composition):
- "Basque" von James Galway (Komponist: Elton John)

Bestes Instrumentalarrangement (Best Arrangement On An Instrumental):
- "Medley: Bess You Is My Woman/I Loves You, Porgy" (Arrangeur: Dave Grusin)

Bestes Instrumentalarrangement mit Gesangsbegleitung (Best Instrumental Arrangement Accompanying Vocal(s)):
- "Unforgettable" von Natalie Cole mit Nat King Cole (Arrangeur: Johnny Mandel)

Bester Song geschrieben speziell für Film oder Fernsehen (Best Song Written Specifically For A Motion Picture Or Television):
- "(Everything I Do) I Do It For You" von Bryan Adams (Autoren: Bryan Adams, Michael Kamen, Robert John Lange)

Beste Instrumentalkomposition geschrieben für Film oder Fernsehen (Best Instrumental Composition Written For A Motion Picture Or For Television):
- Der mit dem Wolf tanzt (Komponist: John Barry)

## Packages und Album-Begleittexte
Bestes Album-Paket (Best Album Package):
- The Complete Decca Recordings von Billie Holiday (Künstlerischer Leiter: Vartan)

Bester Album-Begleittext (Best Album Notes):
- Star Time von James Brown (Verfasser: Alan M. Leeds, Cliff White, Harry Weinger, James Brown, Nelson George)

## Historische Aufnahmen
Bestes historisches Album (Best Historical Album):
- The Complete Decca Recordings von Billie Holiday (Produzenten: Steven Lasker, Andy McKaie)

## Produktion und Technik
Beste Abmischung einer Aufnahme, ohne klassische Musik (Best Engineered Album, Non-Classical):
- "Unforgettable" von Natalie Cole mit Nat King Cole (Techniker: Al Schmitt, Armin Steiner, David Reitzas, Woody Woodruff)

Beste technische Klassikaufnahme (Best Classical Engineered Recording):
- Bernstein: Candide vom London Symphony Orchestra unter Leitung von Leonard Bernstein (Technik: Gregor Zielinsky)

Produzent des Jahres (ohne Klassik) (Producer Of The Year, Non-Classical):
- David Foster

Klassik-Produzent des Jahres (Classical Producer Of The Year):
- James Mallinson

## Klassische Musik
Bestes Klassik-Album (Best Classical Album):
- Bernstein: Candide von June Anderson, Nicolai Gedda, Adolph Green, Jerry Hadley, Della Jones, Christa Ludwig, Kurt Ollmann und dem London Symphony Orchestra unter Leitung von Leonard Bernstein

Beste Orchesterdarbietung (Best Orchestral Performance):
- Corigliano: Symphonie Nr. 1 von Chicago Symphony Orchestra unter Leitung von Daniel Barenboim

Beste Opernaufnahme (Best Opera Recording):
- Wagner: Götterdämmerung von Hildegard Behrens, Reiner Goldberg, Matti Salminen, Hanna Schwarz, Cheryl Studer, Bernd Weikl, Ekkehard Wlaschiha und dem Metropolitan Opera Orchestra unter Leitung von James Levine

Beste Darbietung eines Chorwerks (Best Performance of a Choral Work):
- Bach: Messe in B-Moll vom Chicago Symphony Orchestra und Chor unter Leitung von Georg Solti

Beste Soloinstrument-Darbietung mit Orchester (Best Classical Performance Instrumental Solo with Orchestra):
- Barber: Klavierkonzert von John Browning und dem Saint Louis Symphony Orchestra unter Leitung von Leonard Slatkin

Beste Soloinstrument-Darbietung ohne Orchester (Best Classical Performance Instrumental Solo without Orchestra):
- Granados: Goyescas; Allegro de concierto; Danza lenta von Alicia de Larrocha

Beste Kammermusik-Darbietung (Best Chamber Music Performance):
- Brahms: Pianoquartette (Op. 25 und 26) von Emanuel Ax, Jaime Laredo, Yo-Yo Ma & Isaac Stern

Bester klassischer Sologesang (Best Classical Vocal Soloist):
- The Girl With Orange Lips (Falla, Ravel etc.) von Dawn Upshaw

Beste zeitgenössische klassische Komposition (Best Classical Contemporary Composition):
- Symphonie Nr. 1 vom Chicago Symphony Orchestra unter Leitung von Daniel Barenboim (Komponist: John Corigliano)

## Musikvideo
Bestes Musik-Kurzvideo (Best Short Form Music Video):
- "Losing My Religion" von R.E.M.

Bestes Musik-Langvideo (Best Long Form Music Video):
- Madonna – Blonde Ambition World Tour Live von Madonna

## Special Merit Awards

### Grammy Lifetime Achievement Award
- Muddy Waters
- James Brown
- John Coltrane
- Jimi Hendrix

Trustees Award
- Thomas A. Dorsey

+ Christine Farnon
- Oscar Hammerstein II
- Lorenz Hart